# 石原舜三
石原 舜三（いしはら しゅんそう、1934年3月10日 - 2020年3月2日 ）は、日本の地球科学者。専門は鉱床学。理学博士（東京大学・論文博士・1970年）。

## 経歴
広島県安芸郡府中町生まれ。1956年に広島大学理学部地学科を卒業後、工業技術院地質調査所（地質調査総合センターの前身）に入所。ウラン探査プロジェクト担当となる。1963年アメリカ合衆国コロンビア大学にて斑岩モリブデン鉱床の研究で修士の学位取得。1970年東京大学より理学博士の学位を取得。学位論文の表題は、Molybdenum mineralization in Daito-Yamasa area, eastern Shimane Prefecture, Japan (島根県東部大東-山佐地域のモリブデン鉱化作用)。1985年地質調査所鉱床部長。1987年東北工業技術研究所所長。1989年 地質調査所所長。1991年 通商産業省工業技術院長（工業技術院は産業技術総合研究所の前身）。1993年から1997年まで北海道大学教授。2001年から工業技術院特別顧問。1992年から1994年まで日本鉱山地質学会会長。
2020年3月2日、死去。85歳没。死没日をもって従四位に叙される。

## 業績
ウラン探査プロジェクトでは、全国の花崗岩地帯の鉱床の放射能調査とウラン鉱物の発見を担当。同時に産出するMo/W鉱床を既存の定性的評価から定量的評価に再評価し、広域的なモリブデン／タングステン鉱床区と磁鉄鉱系／チタン鉄鉱系花崗岩を提案。金属資源は花崗岩中の磁鉄鉱の有無、すなわち花崗岩マグマ固結時の酸素分圧に依存する法則性を確立。硫黄の挙動の違いによってMo, Cu, Zn, Pbが磁鉄鉱系に濃集する過程を解明。この提案は欧米の鉱床学教科書に広く受け入れられた。また原典は現在イギリス鉱物学会で「得難い古典的論文集」として再出版が進行中である。最近ではレアアースやインジウムなどの日本の産業が必要とするレアメタルが濃集する鉱床を岩石学的に明らかにし、広範囲に集めたデータから、日本の鉱業政策などにも貢献している。アルゼンチンの鉱床から発見された新鉱物に、石原鉱（Ishiharaite）の名前が付けられている。

## 受賞歴
- 1968年：日本鉱山地質学会　優秀論文賞。
- 1978年：第5回国際鉱床成因研究学会（IAGOD; Snowbird, Utah）優秀講演賞。
- 1984年：日本鉱山地質学会　加藤武夫賞。
- 1988年：日本地質学会賞。
- 1989年：アメリカ合衆国鉱床学会（SEG） Silver Medal受賞。
- 1999年：アメリカ合衆国地質学会（SGA）の名誉会員。
- 2003年：ロシア科学アカデミーの海外名誉会員。
- 2003年：日本鉱物科学会　渡邊萬次郎賞。
- 2005年：瑞宝重光章[7]。
- 2009年：国際鉱床地質学会（SGA） Gold Medal受賞。
- 2010年：日本地質学会名誉会員。
- 2011年：資源地質学会名誉会員。
- 2012年：オーストラリア科学アカデミー　Haddon Forrester King Medal受賞。
- 2016年：日本地球惑星科学連合のフェロー。

## 著書・訳書
- 石原舜三『ポーフィリーカッパー鉱床入門』I・II、「地下の科学シリーズ」、1969～1970年、ラティス。
- S. E. キスラー著、石原舜三訳『限りある資源』、「サイエンス叢書9」、1978年、サイエンス社。

編集した英文特集号としては以下のものがある。
- Geology of kuroko deposits. Mining Geology Special Issue No. 6, 435 p., 1974.
- Granitic magmatism and related mineralizations. Mining Geology Special Issue, No. 8, 247 p., 1980.